# Zoodes fulguratus
Zoodes fulguratus là một loài bọ cánh cứng trong họ Cerambycidae.